# Joachim Albrecht (Künstler)
Joachim Albrecht (* 5. September 1913 in Kolberg; † 9. April 1997 in Hamburg) war ein deutscher Künstler und ein wichtiger Vertreter der konstruktiven Kunst.

## Leben

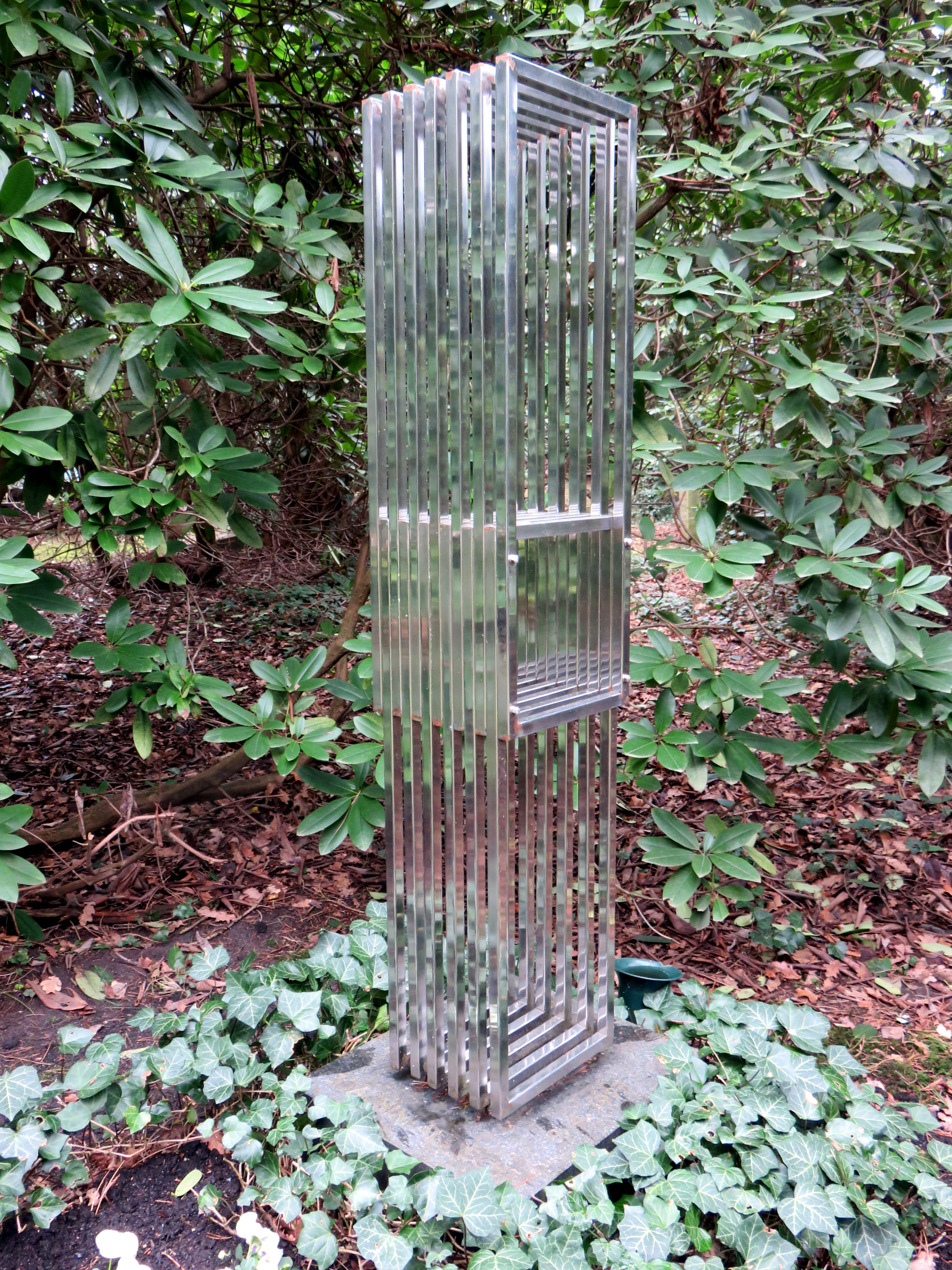
Grab Joachim Albrecht mit seiner Metallskulptur auf dem Friedhof Ohlsdorf

Von 1931 bis 1934 unternahm er Reisen nach Amsterdam, Stockholm, Prag, Wien, Italien und Frankreich. Er studierte an der Kunsthochschule Königsberg. Im Zweiten Weltkrieg diente er als Soldat und wurde von 1945 bis 1947 in Kriegsgefangenschaft genommen.
1953 machte er erste Siebdrucke; 1957 wurde er Mitglied des Deutschen Künstlerbundes.
Er gilt als einer der profiliertesten Künstler der konkret-konstruktiven Richtung in der zweiten Hälfte des letzten Jahrhunderts. Unter dem Einfluss von Auguste Herbin und Victor Vasarely entwickelte Albrecht in den frühen 1960er Jahren seinen Stil, der die Fläche als eigenständigen Raum entdeckte. Als Mitglied der „neuen gruppe hamburg“ um Willy Breest erhielt er 1964 den Edwin-Scharff-Preis der Hansestadt Hamburg.
Joachim Albrecht war ab 1966 Professor an der Hochschule für bildende Künste Hamburg. Hier förderte er Künstler aller Stilrichtungen. Damit hatte Joachim Albrecht auch entscheidenden Einfluss auf Künstler wie Max Hermann Mahlmann, Winfried Gaul und Timm Ulrichs.
Joachim Albrecht wurde auf dem Hamburger Friedhof Ohlsdorf beigesetzt im Planquadrat Q 26 (nördlich Wasserturm gegenüber Mausoleum Trumm). Die Grabskulptur aus Licht reflektierenden Metallstäben wurde vom Künstler selbst geschaffen.
Sein künstlerischer und privater Nachlass wird heute von seiner Nichte Gisela Albrecht-Meissner in Berlin verwahrt.